# 咸平站
咸平站（：／ Hampyeong yeok */?）是湖南線沿線的一座鐵路車站，位于韓國全羅南道咸平郡鶴橋面，有ITX-新村及無窮花號列車停靠。

## 历史
- 1913年5月16日 - 落成使用，当时的车站名称是鶴橋站[1]。
- 1982年10月20日 - 新站舍落成[2]。
- 2001年12月5日 - 改为现在名称[3]。

## 相鄰車站
韓國鐵道公社
湖南線
古幕院－咸平－務安